# كرام النمري
كرام النمري، (مواليد مدينة الحصن عام 1944 -)نحّات وفنان أردني، يعدّ أحد رواد الجيل الثاني من الفنانين التشكيليين الأردنيين وأحد أبرز رواد النحت في الأردن الذين ظهروا في بداية سبعينيات القرن العشرين.

## التعليم
حصل كرام النمري على شهادة البكالوريوس في تخصص النحث من جامعة دمشق عام 1970، ثم حصل على دبلوما في النحت على الرحام من معهد كاريرا لتقنيات الرخام في إيطاليا عام 1975. أكمل النمري دراساته العليا في الولايات المتحدة، حيث حصل على درجة الماجستير في فن الاستديو - نحت أساسي من جامعة كارولاينا الجنوبية عام 1980 ودرجة الدكتوراة في الفلسفة في الفنون المقارنة من جامعة أوهايو في أوهايو، عام 1995.
تلقى النمري تدريبات احترافية في الإنتاج التلفزيوني في برلين عام 1988 وفي فيينا عام 1979 ولندن عام 1975.

## العمل
يشغل النمري منصب القائم بأعمال عميد كلية الفنون والتصميم في الجامعة الأردنية منذ عام 2012 ولا يزال يحاضر في هذه الكلية منذ عام 2003، وعمل بين عامي 2008 و 2010 أستاذاً مشاركاً ومساعد العميد لشؤون النطوير ورئيس قسم الفنون البصرية. إضافة لعمله الأكاديمي، شارك النمري في تحرير مجلة «المجلة» الأدرنية للفنون التي تصدر عن جامعة اليرموك بين عامي 2011 و2013.
شارك في تصميم ديكور العديد من المسلسلات الوثائقية والدرامية، منها: هارون الرشيد 1975، ومسلسل مقامات الحريري 1978، ومسلسل أيام البركة 1983 والمناهل 1985، وسندباد البحري 1985.
عام 1989، استخدمت إحدى منحوتاته العملاقة «الرقاع» أمام مسجد الجامعة الأردنية على مدخل منطقة الجبيهة وهي عبارة عن هيكل معدني ارتفاعه عشرة أمتار. كما وضع تمثال صلاح الدين على صهوة جواده في مدينة الكرك وهو تمثال من الفايبرغلاس ارتفاعه خمسة أمتار عام 1985.
شارك النمري في العديد من المعارض الفردية والجماعية المحلية والعالمية.